# Vollmarshausen
Vollmarshausen ist ein Ortsbezirk der Gemeinde Lohfelden im nordhessischen Landkreis Kassel und die älteste Siedlung im Söhreraum. Bis heute ist das Ortsbild durch historische Fachwerkhäuser geprägt. Durch den Ort fließt der Wahlebach.

## Geschichte

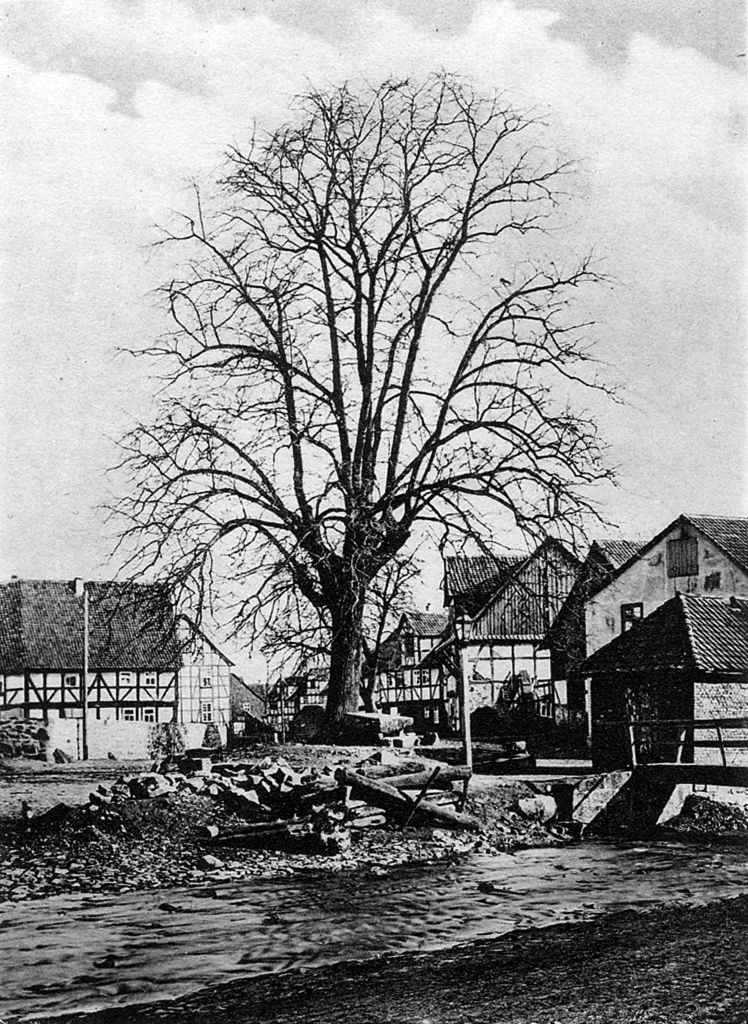
Der noch unbefestigte Wahlebach führte entlang der Kasseler Straße und der Linde am Gerichtsplatz, sichtbar auch der Steintisch (1910)

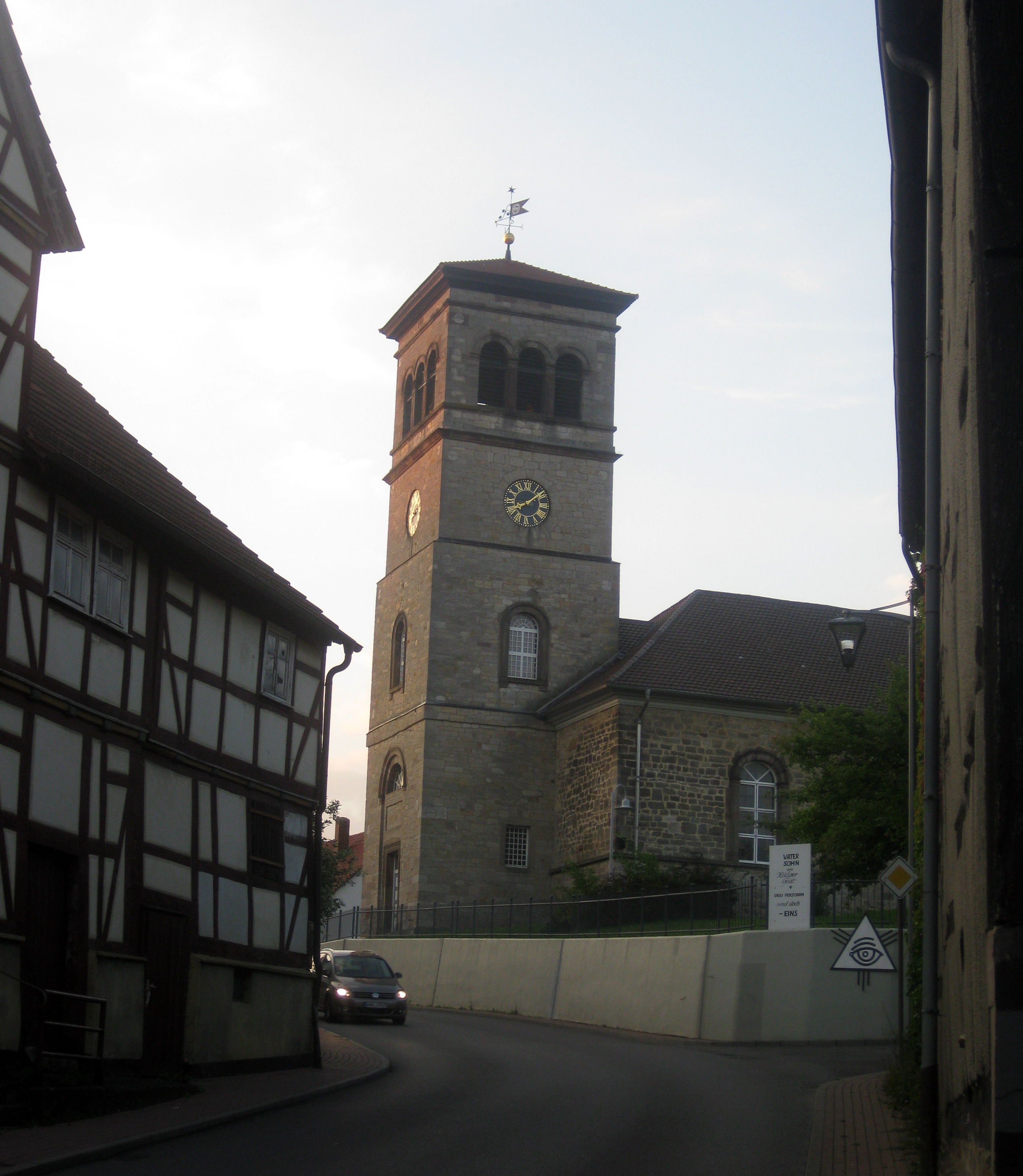
Die Evangelische Kirche Vollmarshausen

### Ortsgeschichte
Das Gebiet um Vollmarshausen wurde in der späten Bronzezeit und älteren Eisenzeit (ca. 1200 bis ca. 650 vor Christus) besiedelt, wie das 1951 entdeckte Gräberfeld von Vollmarshausen belegt. Es gehört zu den bedeutendsten Funden aus dieser Zeit in Westeuropa.
Im 10. und 11. Jahrhundert wurden die gerodeten Flächen östlich von Kassel an Kolonisten vergeben, die Felder und Grundstücke  in Erbpacht. Im Jahr 1019 schenkte Kaiser Heinrich II. die Ortschaft Volmareshusun dem Kloster Kaufungen. Diese Urkunde gilt heute als die Ersterwähnung Vollmarshausens. In erhaltenen Urkunden späterer Zeit wurde der Ort unter den folgenden Namen erwähnt (in Klammern das Jahr der Erwähnung): Volcmereshusun, Wolcmereshusin (1229), Volmershusen (1306), Volmarshusin (1351) und Fulmershusen (1487).
Als Pfarrort erscheint Vollmarshausen erstmals im 14. Jahrhundert, und noch 1536 war es eine selbstständige Pfarrei.
Im 17. und 18. Jahrhundert beherbergte die seit dem frühen 14. Jahrhundert erwähnte Obermühle die Waffenschmiede von Johann Jakob Lagemann; der Betrieb wurde 1924 eingestellt, das Gebäude ist jedoch noch erhalten. In der Ortsmitte befindet sich der historische Gerichtsplatz von Vollmarshausen. Die Ursprünge des Schöppenstuhl oder Thingplatz genannten Platzes reichen bis ins Mittelalter.

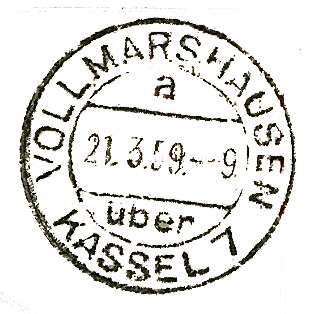
Poststempel aus der noch unabhängigen Ortschaft, 1959

Bis ins 19. Jahrhundert hatte Vollmarshausen eine Kirche, die aus einer Zeit stammte, als der Ort nur 850 Einwohner hatte. 1835–39 wurde die Evangelische Kirche Vollmarshausen nach Entwürfen von Daniel Engelhard gebaut. Die Formensprache folgt dem Klassizismus, Grundriss und Turm gleichen jedoch einer byzantinischen Basilika. Altargerät, Taufstein, Glocken und der Kelch wurden vom Vorgängerbau übernommen.
1905 wurde die Ziegelwerk Vollmarshausen GmbH gegründet; sie bestand bis Ende 1965, als sich die Lehmvorkommen erschöpft hatten.
1933 erregte der Fall des Volksschullehrers Ludwig Rüdiger Aufsehen, der sich dem Nationalsozialismus widersetzte. Es folgten Verhaftungen. Bereits 1932 hatten Nationalsozialisten im Preußischen Landtag die Verhaftung des Vollmarshausener Bürgermeisters beantragt.
Den Krieg überdauerte die Ortschaft ohne materielle Verluste.
Hessische Gebietsreform (1970–1977)
Im Zuge der Gebietsreform in Hessen fusionierten am 1. Dezember 1970 die Gemeinden Lohfelden, bestehend aus Crumbach und Ochshausen, und Vollmarshausen freiwillig zur neuen Gemeinde Lohfelden. Das bisherige Lohfelden hatte zu diesem Zeitpunkt ca. 8000 Einwohner, Vollmarshausen ca. 3000. Ortsbezirke nach der Hessischen Gemeindeordnung wurden nicht errichtet.

### Verwaltungsgeschichte im Überblick
Die folgende Liste zeigt die Staaten und Verwaltungseinheiten, denen Vollmarshausen angehört(e):
- vor 1567: Heiliges Römisches Reich, Landgrafschaft Hessen, Amt Neustadt
- 1567–1806: Heiliges Römisches Reich, Landgrafschaft Hessen-Kassel, Amt Neustadt
- ab 1806: Landgrafschaft Hessen-Kassel, Amt Neustadt
- ab 1807: Königreich Westphalen, Departement der Fulda, Distrikt Kassel, Kanton Waldau
- ab 1815: Kurfürstentum Hessen, Amt Kaufungen
- ab 1817: Kurfürstentum Hessen, Amt Waldau[11]
- ab 1821: Kurfürstentum Hessen, Provinz Niederhessen, Kreis Kassel[12][Anm. 2]
- ab 1848: Kurfürstentum Hessen, Bezirk Kassel
- ab 1851: Kurfürstentum Hessen, Provinz Niederhessen, Kreis Kassel
- ab 1867: Königreich Preußen, Provinz Hessen-Nassau, Regierungsbezirk Kassel, Kreis Kassel
- ab 1871: Deutsches Reich, Königreich Preußen, Provinz Hessen-Nassau, Regierungsbezirk Kassel, Landkreis Kassel
- ab 1918: Deutsches Reich, Freistaat Preußen, Provinz Hessen-Nassau, Regierungsbezirk Kassel, Landkreis Kassel
- ab 1944: Deutsches Reich, Freistaat Preußen, Provinz Kurhessen, Landkreis Kassel
- ab 1945: Amerikanische Besatzungszone, Groß-Hessen, Regierungsbezirk Kassel, Landkreis Kassel
- ab 1946: Amerikanische Besatzungszone, Hessen, Regierungsbezirk Kassel, Landkreis Kassel
- ab 1949: Bundesrepublik Deutschland, Hessen, Regierungsbezirk Kassel, Landkreis Kassel
- ab 1971: Bundesrepublik Deutschland, Hessen, Regierungsbezirk Kassel, Landkreis Kassel, Gemeinde Lohfelden[Anm. 3]

## Bevölkerung

### Einwohnerstruktur 2011
Nach den Erhebungen des Zensus 2011 lebten am Stichtag dem 9. Mai 2011 in Vollmarshausen 3306 Einwohner. Darunter waren 108 (3,3 %) Ausländer. Nach dem Lebensalter waren 543 Einwohner unter 18 Jahren, 1320 zwischen 18 und 49, 726 zwischen 50 und 64 und 717 Einwohner waren älter. Die Einwohner lebten in 1497 Haushalten. Davon waren 150 Singlehaushalte, 483 Paare ohne Kinder und 420 Paare mit Kindern, sowie 120 Alleinerziehende und 21 Wohngemeinschaften. In nnn Haushalten lebten ausschließlich Senioren und in nnn Haushaltungen lebten keine Senioren.

### Einwohnerentwicklung
Quelle: Historisches Ortslexikon
| • 1585: | 48 Haushaltungen |
| • 1747: | 55 Haushaltungen |

| Vollmarshausen: Einwohnerzahlen von 1834 bis 2020 | Vollmarshausen: Einwohnerzahlen von 1834 bis 2020 | Vollmarshausen: Einwohnerzahlen von 1834 bis 2020 | Vollmarshausen: Einwohnerzahlen von 1834 bis 2020 | Vollmarshausen: Einwohnerzahlen von 1834 bis 2020 |
| --- | ------------------------------------------------- | ------------------------------------------------- | ------------------------------------------------- | ------------------------------------------------- |
| Jahr |                                                   |                                                   |                                                   | Einwohner                                         |
| 1834 | 1834                                              |                                                   | 762                                               | 762                                               |
| 1840 | 1840                                              |                                                   | 807                                               | 807                                               |
| 1846 | 1846                                              |                                                   | 854                                               | 854                                               |
| 1852 | 1852                                              |                                                   | 905                                               | 905                                               |
| 1858 | 1858                                              |                                                   | 865                                               | 865                                               |
| 1864 | 1864                                              |                                                   | 940                                               | 940                                               |
| 1871 | 1871                                              |                                                   | 989                                               | 989                                               |
| 1875 | 1875                                              |                                                   | 1.009                                             | 1.009                                             |
| 1885 | 1885                                              |                                                   | 1.078                                             | 1.078                                             |
| 1895 | 1895                                              |                                                   | 1.111                                             | 1.111                                             |
| 1905 | 1905                                              |                                                   | 1.325                                             | 1.325                                             |
| 1910 | 1910                                              |                                                   | 1.337                                             | 1.337                                             |
| 1925 | 1925                                              |                                                   | 1.558                                             | 1.558                                             |
| 1939 | 1939                                              |                                                   | 1.894                                             | 1.894                                             |
| 1946 | 1946                                              |                                                   | 2.529                                             | 2.529                                             |
| 1950 | 1950                                              |                                                   | 2.543                                             | 2.543                                             |
| 1956 | 1956                                              |                                                   | 2.471                                             | 2.471                                             |
| 1961 | 1961                                              |                                                   | 2.479                                             | 2.479                                             |
| 1967 | 1967                                              |                                                   | 2.753                                             | 2.753                                             |
| 1970 | 1970                                              |                                                   | 2.880                                             | 2.880                                             |
| 1980 | 1980                                              |                                                   | ?                                                 | ?                                                 |
| 1990 | 1990                                              |                                                   | ?                                                 | ?                                                 |
| 2000 | 2000                                              |                                                   | ?                                                 | ?                                                 |
| 2011 | 2011                                              |                                                   | 3.306                                             | 3.306                                             |
| 2020 | 2020                                              |                                                   | 3.417                                             | 3.417                                             |
| Datenquelle: Historisches Gemeindeverzeichnis für Hessen: Die Bevölkerung der Gemeinden 1834 bis 1967. Wiesbaden: Hessisches Statistisches Landesamt, 1968. Weitere Quellen: LAGIS; Gemeinde Lohfelden; Zensus 2011 |                                                   |                                                   |                                                   |                                                   |

### Historische Religionszugehörigkeit
| • 1885: | 1065 evangelische (= 98,79 %), 2 katholische (= 0,19 %) und 11 andere Christen (= 1,02 %) |
| • 1961: | 2210 evangelische (= 89,15 %), 216 katholische (= 8,71 %) Einwohner                       |

## Kultur und Sehenswürdigkeiten

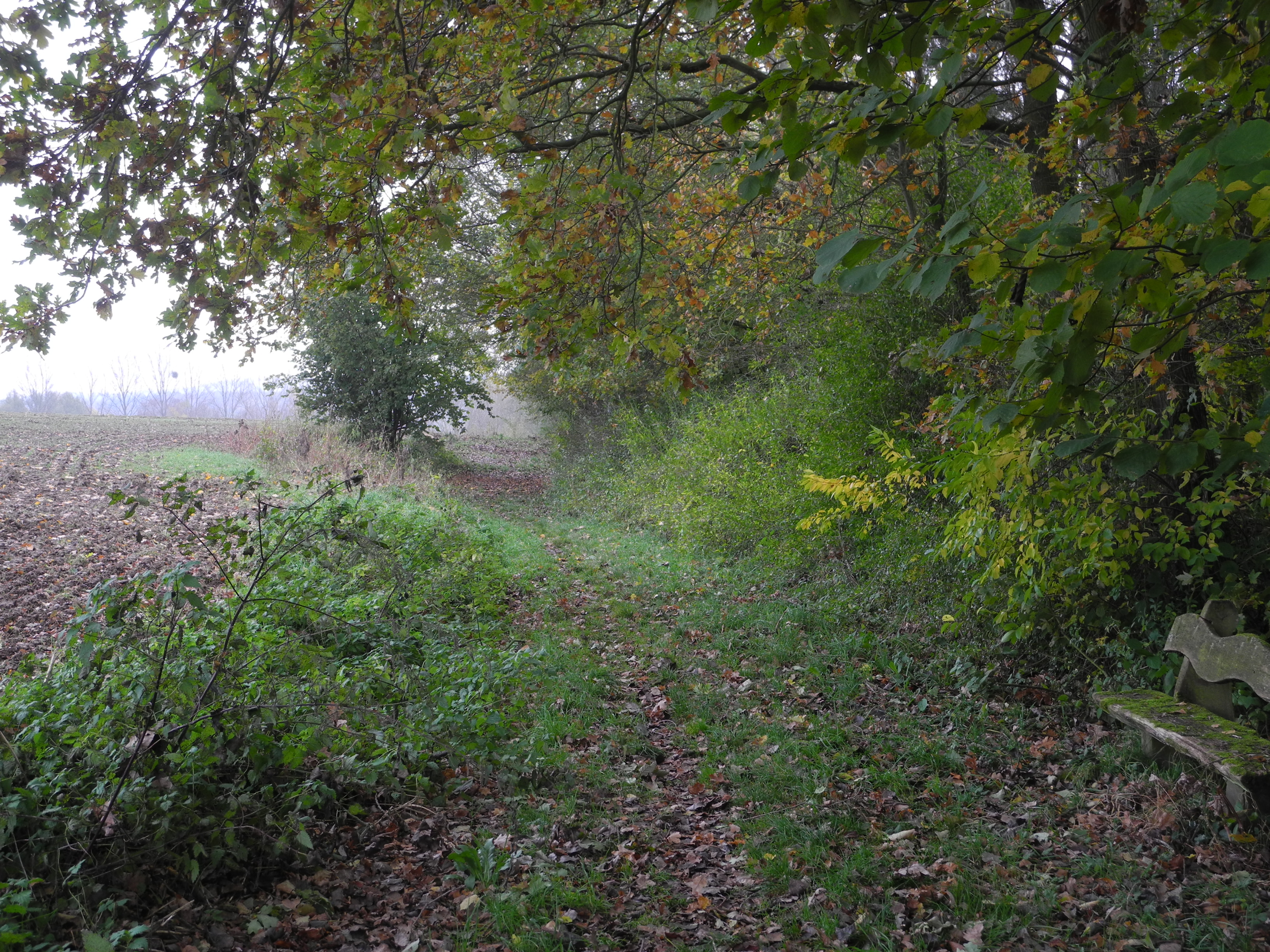
Die historische Franzosenstraße

Der Gerichtsplatz im Siedlungskern ist die älteste Dominante. Wenngleich eine sehr alte Siedlung, prägt die Periode 1790–1830 entscheidend das Ortsbild, als man sich von der Landwirtschaft abwandte. Die meisten Gebäude der denkmalgeschützten Gesamtanlage und nahezu alle der 32 Kulturdenkmäler in Vollmarshausen sind aus der Epoche der beginnenden Industrialisierung und klassizistisch ausgeführt. Auch ein Ziegelwerk im Ort änderte nichts am bevorzugten Bau von Fachwerkhäusern. Ab den 1950er Jahren wurden am Ortsrand Neubaugebiete erschlossen, die mit Reihenhäusern und Einfamilienhäusern bebaut wurden.
2006 wurde der Platz vor der Gaststätte „Zum Grünen Baum“ mit dem historischen Brunnen „An Dippels Born“ neu gestaltet, im ersten Stock des Gebäudes der Gaststätte befindet sich seitdem ein Familienraum.

### Ortsspitzname
Die Einwohner von Vollmarshausen werden im nordhessischen Dialekt auch mit dem Ortsnecknamen „Baddschen“ (Pantoffeln) bezeichnet.

## Infrastruktur und Verkehr
In Vollmarshausen gibt es eine Grundschule, eine Ortsteilbücherei und eine Kindertagesstätte. Durch den Ort führen die Kreisstraße 8 sowie die Landesstraßen L 3203 und 3236.
Durch den Ort führen die Buslinien 37 und 38 sowie die Verstärkerlinie 36. Dabei durchquert die Linie 38 Vollmarshausen auf direktem Weg zwischen Söhrewald und dem Gemeindezentrum Lohfeldens und Kassel. Durch die Linie 37 wird der größere Teil des Ortes abgedeckt. Tagsüber verkehren beide Linien im Halbstunden-Takt.

## Persönlichkeiten
- Johann Jakob Lagemann (1696–1766), Waffenhersteller
- Wilhelm Beinhauer (1800–1884), Bürgermeister, Gutsbesitzer und Abgeordneter der Kurhessischen Ständeversammlung
- Wilhelm Albert Beinhauer (1832–1906), Gutsbesitzer und Abgeordneter des Preußischen Abgeordnetenhauses
- Vera Rüdiger (* 1936), deutsche Politikerin